# ناتالی اسپونر
ناتالی اسپونر (انگلیسی: Natalie Spooner؛ زادهٔ ۱۷ اکتبر ۱۹۹۰) بازیکن هاکی روی یخ اهل کانادا است.